# Alberto de Saxe-Coburgo-Gota
Alberto de Saxe-Coburgo-Gota (em alemão:  Franz Albert August Karl Emanuel von Sachsen-Coburg und Gotha; Coburgo, 26 de agosto de 1819 – Windsor, 14 de dezembro de 1861) foi o marido da rainha Vitória e Príncipe Consorte do Reino Unido da Grã-Bretanha e Irlanda desde o casamento em 10 de fevereiro de 1840 até sua morte em 1861. Ele nasceu no ducado saxão de Saxe-Coburgo-Saalfeld em uma família com relações familiares com vários monarcas europeus. Aos vinte anos de idade, casou-se com sua prima direta Vitória, com quem teve nove filhos. 
No início de seu casamento, ele sentia-se restringido em sua posição de consorte, que não lhe dava nenhum poder ou função oficial. Com o passar do tempo o príncipe adotou várias causas, como uma reforma educacional e a abolição mundial da escravatura, também assumindo as responsabilidades administrativas da criadagem, propriedades e escritório da rainha. Alberto envolveu-se ativamente na organização da Grande Exposição de 1851 e ajudou no desenvolvimento da monarquia constitucional britânica ao persuadir sua esposa a mostrar menos partidarismo nos assuntos do parlamento — mesmo discordando ativamente da política internacional intervencionista promovida por Henry Temple, 3.º Visconde Palmerston, o secretário de assuntos estrangeiros.

## Nascimento e família

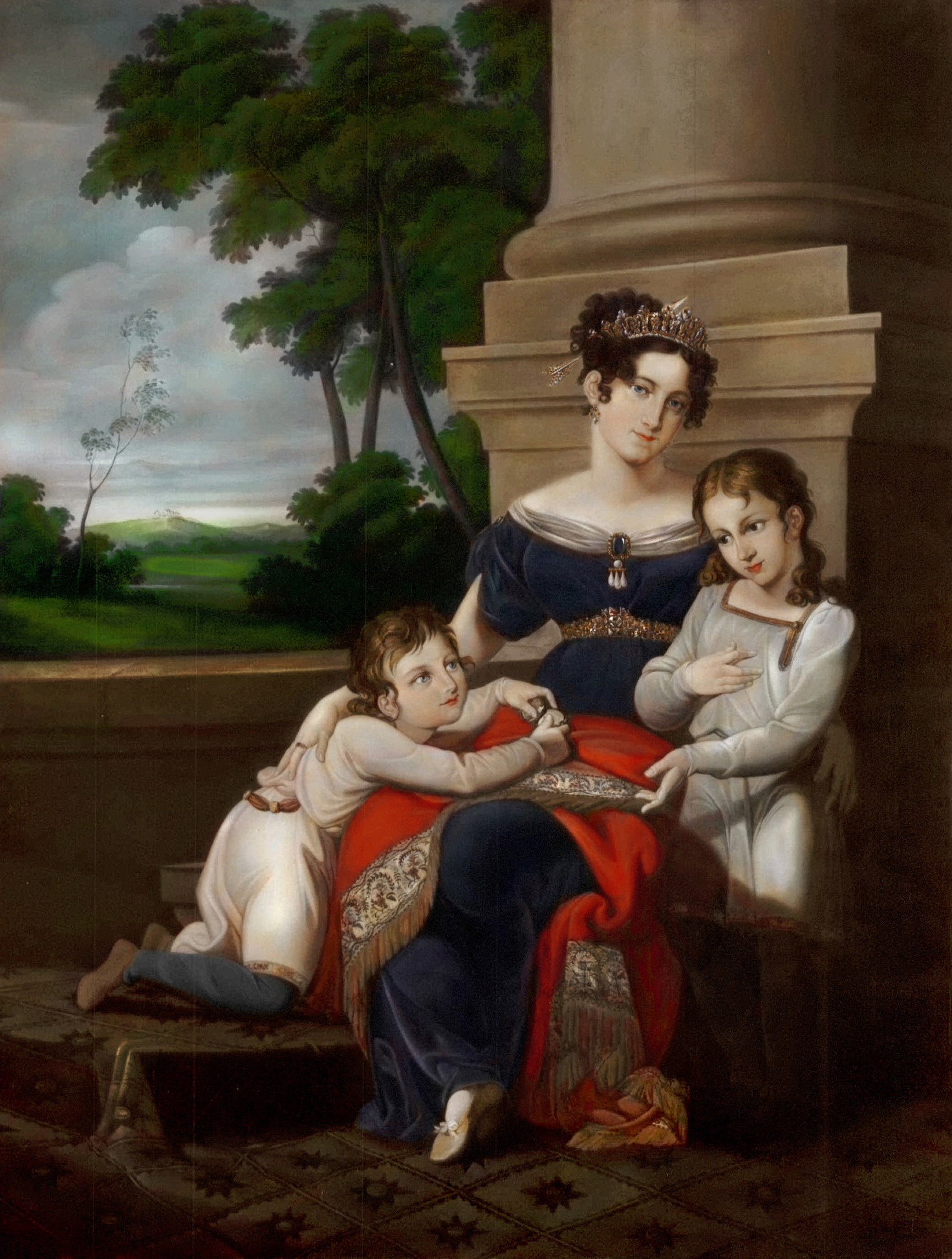
Alberto (esquerda) com seu irmão Ernesto e sua mãe Luísa, por Ludwig Döll, no Palácio de Ehrenburg

Francisco Alberto Augusto Carlos Emanuel nasceu em 26 de agosto de 1819 no Castelo de Rosenau, perto de Coburgo, Confederação Germânica, segundo filho do príncipe Ernesto III, Duque de Saxe-Coburgo-Saalfeld e a princesa Luísa de Saxe-Gota-Altemburgo. Sua futura esposa, a rainha Vitória, nasceu no mesmo ano com a ajuda da mesma parteira. Foi batizado na Igreja Evangélica Luterana no dia 19 de setembro de 1819 dentro do Salão Mármore de Rosenau com água tirada do rio Itz. Seus padrinhos foram sua avó paterna, a princesa Augusta de Reuss-Ebersdorf, seu avô materno Augusto, Duque de Saxe-Gota-Altemburgo; o imperador Francisco I da Áustria, o príncipe Alberto Casimiro, Duque de Teschen e o conde Emmanuel von Mensdorff-Pouilly. Seu tio-avô, Frederico IV, Duque de Saxe-Gota-Altemburgo, morreu em 1825. A morte levou a um rearranjo dos ducados saxônicos e, no ano seguinte, seu pai tornou-se o duque de Saxe-Coburgo-Gota.
Alberto e o seu irmão mais velho, Ernesto, passaram a sua criação em uma relação muito próxima marcada pelo turbulento casamento de seus pais e posterior separação e divórcio. Sua mãe se casou com Alexandre de Hanstein, Conde de Pölzig e Beiersdorf, depois de ser exilada da corte em 1824. Ela provavelmente nunca mais viu os filhos e morreu de câncer aos trinta anos de idade em 1831. Um ano depois seu pai se casou com a própria sobrinha, Maria de Württemberg, porém ela quase não teve impacto nas vidas de seus enteados.
Os irmãos foram educados particularmente por Christoph Florschütz e depois estudaram na cidade de Bruxelas na Bélgica, com Adolphe Quételet sendo um dos tutores. Como muitos outros príncipes germânicos, Alberto estudou na Universidade de Bonn. Estudou direito, economia política, filosofia e história da arte. Ele tocava música e era bom ginasta, especialmente em esgrima e equitação.

## Casamento

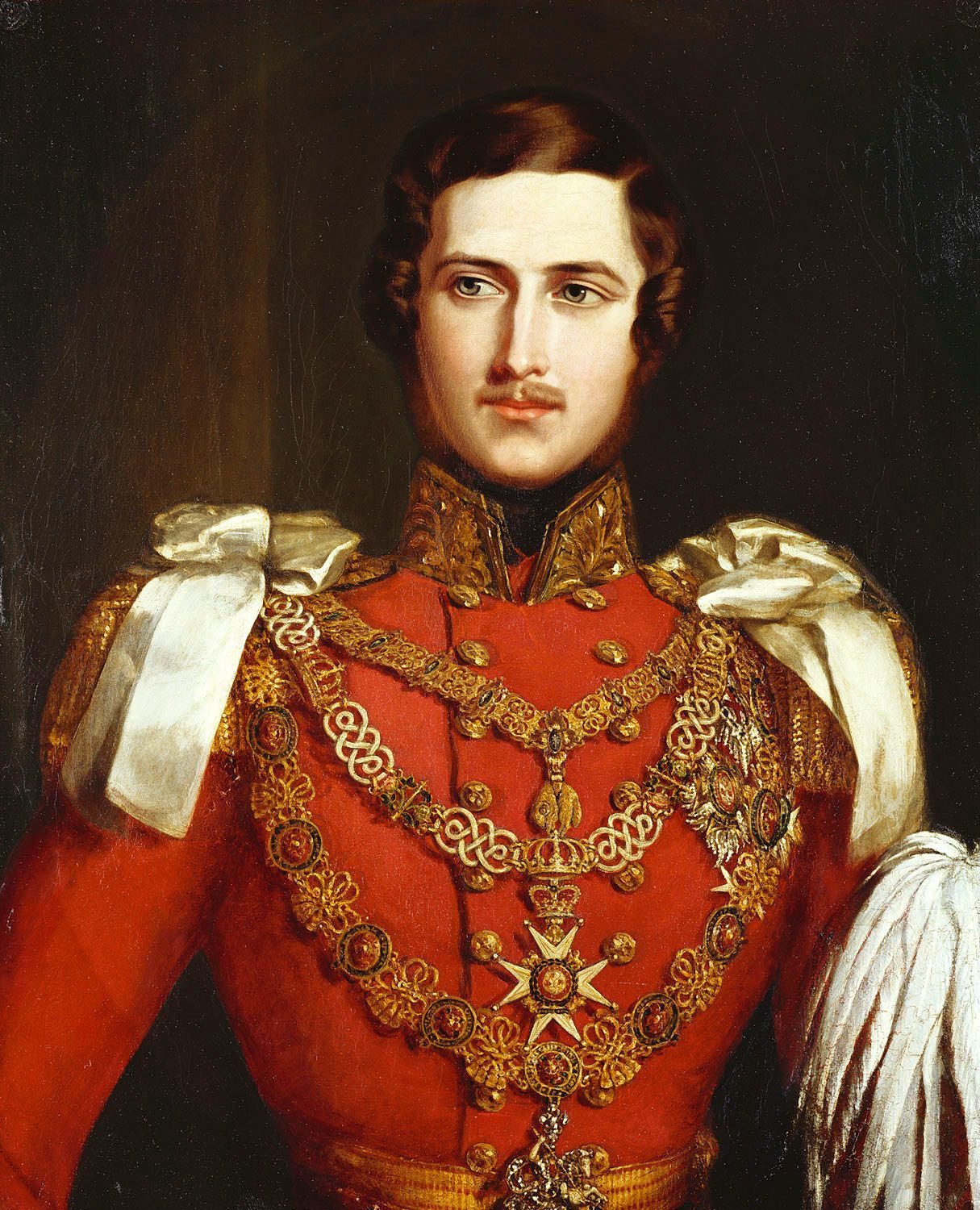
Príncipe Alberto, em 1840, por John Partridge, na Royal Collection

Por volta de 1836, a ideia de casar Alberto com sua prima a princesa Vitória de Kent cresceu na mente de seu tio, o rei Leopoldo I da Bélgica. Na época, Vitória era a herdeira presuntiva do trono britânico. Seu pai, o príncipe Eduardo, Duque de Kent e Strathearn, o quarto filho do rei Jorge III do Reino Unido e da rainha Carlota de Mecklemburgo-Strelitz, morreu quando ela era apenas um bebê e seu tio, o rei Guilherme IV, não tinha nenhum herdeiro legítimo. Sua mãe, a princesa Vitória de Saxe-Coburgo-Saalfeld, era irmã do pai de Alberto e do rei Leopoldo. O rei belga fez a duquesa convidar o Duque de Saxe-Coburgo-Gota e seus dois filhos para visitá-la em maio de 1836, com a intenção deles conhecerem a princesa. Guilherme IV, porém, desaprovava quaisquer casamentos com os Coburgo e insistiu em favor do príncipe Alexandre dos Países Baixos, o segundo filho de Guilherme, Príncipe de Orange. Vitória estava ciente dos vários planos para seu matrimônio e analisou criticamente todos os possíveis candidatos. Ela escreveu em seu diário, "Alberto é extremamente bonito, seu cabelo é da mesma cor do meu, os seus olhos são grandes e azuis e tem um lindo nariz e uma boca muito doce com bons dentes. Mas o charme do seu rosto é a sua expressão, que é muito agradável". Alexandre, por outro lado, era "muito simples".
Vitória escreveu ao tio Leopoldo para lhe agradecer pela "expectativa de grande felicidade para a qual contribuiu na pessoa do querido Alberto ... Ele tem todas as qualidades que seriam desejáveis para me deixar perfeitamente feliz." Apesar de nenhum dos lados terem assumido um compromisso formal, as duas famílias presumiram que a união com o tempo aconteceria.
Vitória ascendeu ao trono em 20 de junho de 1837 com apenas dezoito anos. Suas cartas da época mostram interesse na educação de Alberto para o papel que ele desempenharia, mesmo resistindo às tentativas de apressar um noivado. No inverno de 1838–39, o príncipe visitou a Itália acompanhado pelo barão Christian Friedrich von Stockmar, o conselheiro da família Coburgo.
Alberto voltou a Inglaterra com Ernesto em outubro de 1839 para visitar a rainha e resolver a questão do casamento. Ele tinham uma afeição mútua e a rainha o pediu em casamento no dia 15 de outubro de 1839. A intenção de Vitória de se casar foi formalmente declarada em 23 de novembro para o Conselho Privado, e eles se casaram em 10 de fevereiro de 1840 na Capela Real do Palácio de St. James. Alberto foi naturalizado britânico por decreto parlamentar e recebeu o tratamento de "Sua Alteza Real".
No início, ele não era popular com o povo britânico. Alberto era visto como alguém de um Estado menor pobre e medíocre, não muito maior que um condado britânico. Lorde William Lamb, 2.º Visconde Melbourne e primeiro-ministro, aconselhou a rainha contra conferir ao marido o título de "rei consorte". O parlamento chegou a recusar transformar Alberto em pariato — parcialmente pelo sentimento anti-germânico e o desejo de excluir o príncipe de qualquer papel político. Melbourne liderava um governo minoritário e a oposição aproveitou o casamento para enfraquecer ainda mais sua posição. Eles se opuseram ao enobrecimento de Alberto e lhe deram uma pensão menor que a de consortes anteriores, trinta mil libras contra as normais cinquenta mil. Alberto afirmou que não precisava de um pariato britânico; escreveu, "Seria quase uma regressão, pois como Duque da Saxônia, me sinto muito mais alto que um Duque de Kent ou Iorque". Nos anos seguintes, ele foi formalmente chamado de "Sua Alteza Real, o príncipe Alberto" até que, em 25 de junho de 1857, Vitória lhe conferiu o título de "Príncipe Consorte".

## Consorte da Rainha

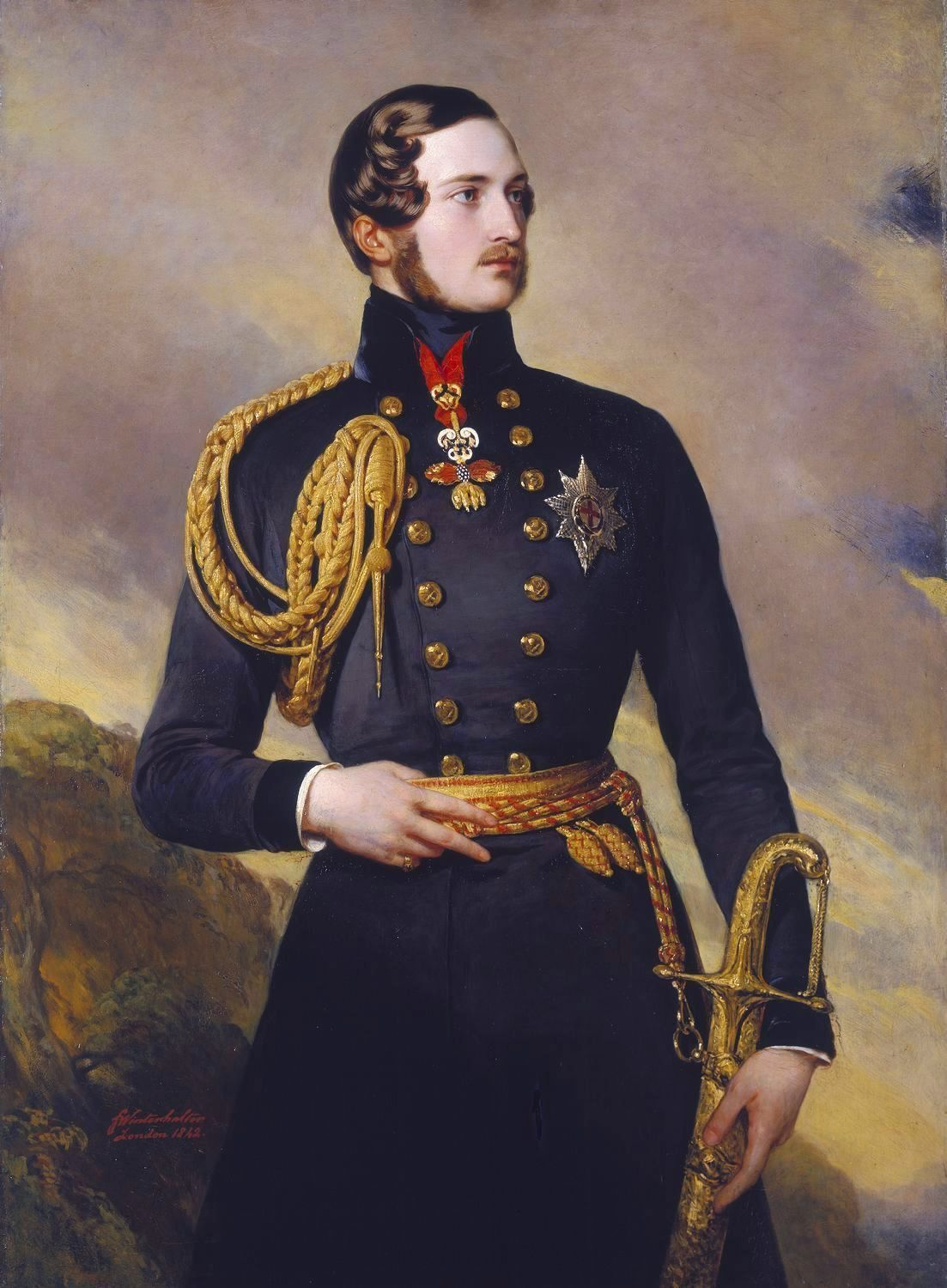
Príncipe Alberto, em 1842, por Franz Xaver Winterhalter, na Royal Collection

A posição que o casamento colocou Alberto, apesar de distinta, também oferecia consideráveis dificuldades; nas palavras do próprio príncipe, "Estou muito feliz e satisfeito, porém a dificuldade de ocupar meu lugar com a dignidade adequada é que sou apenas o marido, não o senhor da casa". A criadagem da rainha era administrada por sua antiga governanta, a baronesa Louise Lehzen. Alberto a chamava de o "Dragão da Casa" e tomou atitudes para tirar a baronesa de sua posição.
Dois meses depois do casamento, Vitória estava grávida. Alberto começou a assumir funções públicas; ele se tornou presidente da Sociedade pela Extinção da Escravatura (a escravatura já havia sido abolida no Império Britânico, mas a prática ainda era legal em lugares como os Estados Unidos e as colônias da França) e ajudou a rainha privadamente com a papelada do governo. Em junho de 1840, enquanto andavam de carruagem, Alberto e Vitória foram alvejados por Edward Oxford, que mais tarde foi julgado insano. Ninguém se feriu e o príncipe foi elogiado nos jornais por sua coragem e frieza durante o ataque. Alberto estava ganhando apoio público e influência política, que se manifestou de forma prática quando o parlamento aprovou a Lei de Regência de 1840 em agosto, o designando como regente caso Vitória morresse antes de seu herdeiro atingir a maioridade. A primeira filha do casal, Vitória, nomeada em homenagem a mãe, nasceu em novembro. Seguiram-se outros oito filhos nos dezessete anos seguintes. Todos os nove viveram até a idade adulta, um fato que a biógrafa Hermione Hobhouse credita a "influência esclarecida" de Alberto na saudável gestão do berçário. No início de 1841, ele conseguiu remover o controle universal que Lehzen exercia no berçário; em setembro do ano seguinte, ela deixou a Inglaterra permanentemente — para o alívio do príncipe.
Melborne foi substituído por sir Robert Peel como primeiro-ministro depois das eleições gerais de 1841. Ele nomeou Alberto como presidente da Comissão Real encarregado da redecoração do novo Palácio de Westminster. O prédio havia pegado fogo sete anos antes e estava sendo reconstruído. Como patrona e compradora de pinturas e esculturas, a comissão queria promover as belas-artes britânicas. O trabalho da comissão era lento e o arquiteto, sir Charles Barry, acabou tomando muitas das decisões que seriam da comissão ao decorar salas com mobílias ornamentadas que foram tratadas como parte da arquitetura. Alberto tinha mais sucesso como patrono e colecionador particular. Entre suas compras notáveis estavam algumas antigas pinturas germânicas e italianas — como Apollo e Diana, de Lucas Cranach, o Velho, e Velho e S. Pedro Martir, de Fra Angelico — como também contemporâneas de Franz Xaver Winterhalter e Edwin Landseer. Ludwig Gruner, de Dresden, ajudou o príncipe a comprar pinturas com uma maior qualidade.
Alberto e Vitória foram alvejados novamente nos dias 29 e 30 de maio de 1842, porém não se machucaram. John Francis, o culpado, foi preso e condenado a morte, porém acabou solto. A falta de popularidade do casal no início do reinado se deu por sua rigidez e adesão ao protocolo em público, mesmo sendo mais relaxados em particular. A rainha e o príncipe ficaram separados pela primeira vez depois do casamento no início de 1844, quando Alberto voltou para Coburgo depois da morte de seu pai.

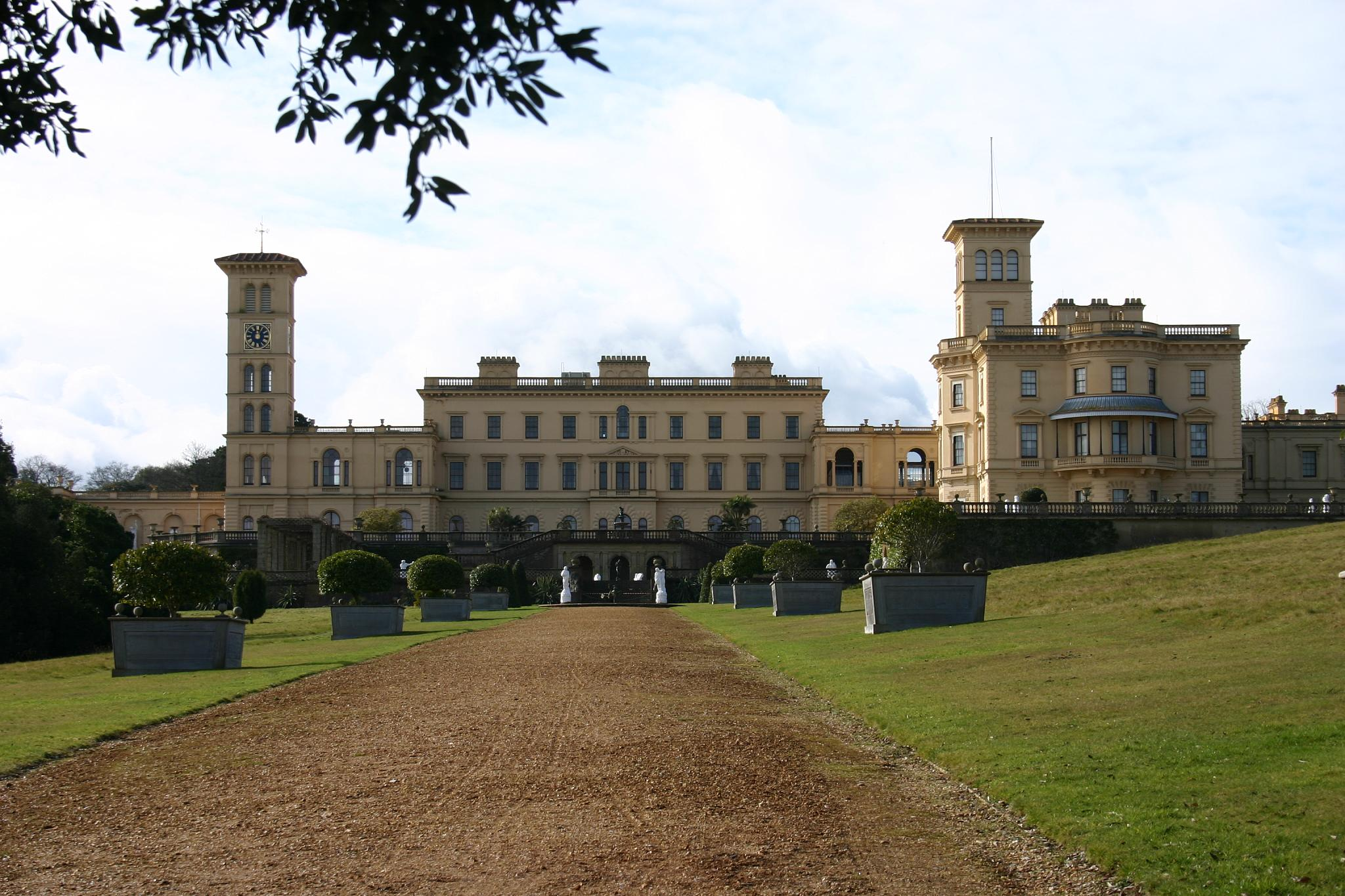
Casa Osborne, na Ilha de Wight

Em 1844, Alberto já havia conseguido modernizar as finanças reais e, através de várias economias, tinha dinheiro suficiente para comprar a Casa Orborne na Ilha de Wight como residência para a família. Nos anos seguintes, uma casa modelada no estilo de uma vila italiana foi construída a partir de um projeto de Alberto e Thomas Cubitt. O príncipe estabeleceu as fundações e melhorou a propriedade e a fazenda. Ele também conseguiu melhorar outras propriedades reais; sua fazenda em Windsor foi admirada por seus biógrafos, e com sua administração as receitas do Ducado da Cornualha — propriedade do Príncipe de Gales — aumentaram.
Ao contrário de muitos donos de terras que aprovavam o trabalho infantil e eram contra as Leis dos Grãos de Peel, Alberto apoiava movimentos para aumentar a idade mínima de trabalho e a liberdade comercial. Foi repreendido em 1846 por George Bentinck enquanto apoiava Peel em debate na Câmara dos Comuns sobre as Leis dos Grãos. Sua autoridade atrás ou do lado do trono ficou mais aparente durante o período de Peel como primeiro-ministro. Alberto tinha acesso a todos os documentos da rainha, rascunhava sua correspondência e estava presente quando ela se encontrava com ministros, até mesmo conversava com eles em particular. Charles Greville, secretário do Conselho Privado, afirmou: "Para todos os efeitos, ele é o rei".

## Reformador e inovador

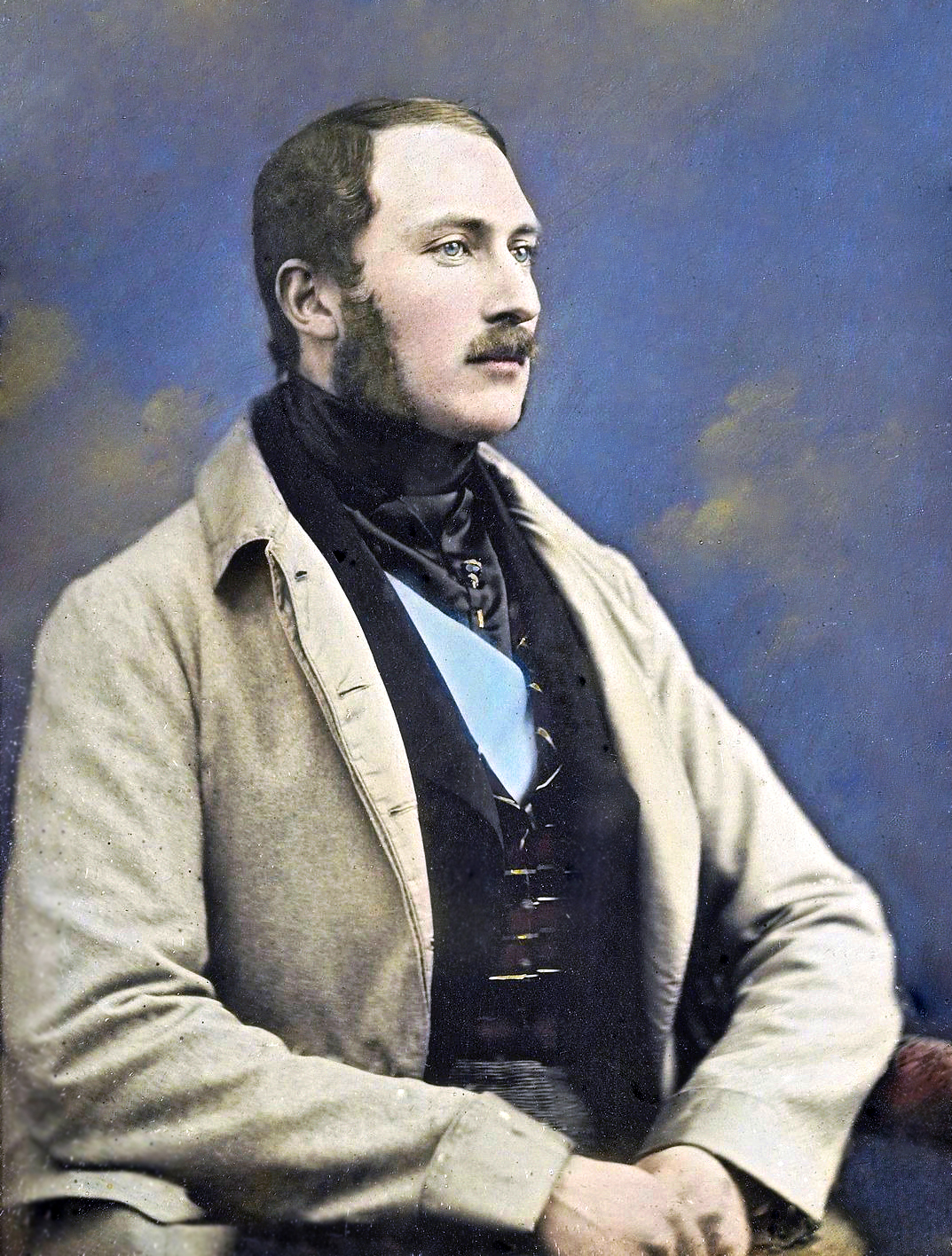
Daguerreótipo de Alberto em 1848, colorido manualmente

Alberto foi eleito Chanceler da Universidade de Cambridge em 1847 depois de uma disputa contra o Conde de Powis, que foi morto acidentalmente por seu filho no ano seguinte enquanto caçava. O príncipe usou seu cargo para fazer campanha a favor de um programa de estudos universitários reformado e mais moderno, expandindo as matérias ensinadas para além da matemática tradicional e os clássicos a fim de incluir história moderna e ciências naturais.
Naquele verão, Vitória e Alberto passaram suas férias sob chuva em Loch Laggan, oeste da Escócia, porém souberam de seu médico, sir James Clark, que o filho deste teve dias secos e quentes no Castelo de Balmoral, mais ao leste. Sir Robert Gordon, o inquilino de Balmoral, havia morrido em outubro e o príncipe começou a negociar com o Conde de Fife, o dono do castelo, para assumir o arrendamento. Em maio de 1848, Alberto arrendou Balmoral, que ele nunca tinha visitado, e em setembro, ele, a rainha e seus filhos mais velhos foram para lá pela primeira vez. Eles gostaram da privacidade do lugar.
Revoluções espalharam-se pela Europa em 1848, resultado de uma grande crise econômica. Durante o ano, Vitória e Alberto reclamaram sobre o secretário lorde Henry Temple, 3.º Visconde Palmerston, e sua política internacional, que acreditavam desestabilizar ainda mais outras potências europeias. O príncipe estava preocupado com muitos de seus parentes nobres, vários dos quais foram depostos. Ele e a rainha tiveram sua filha Luísa naquele ano, passando algum tempo longe de Londres em Osborne. Apesar de esporádicos protestos na Inglaterra, não houve nenhuma ação revolucionária e Alberto ganhou aclamação pública ao mostrar visões paternalistas, bem intencionadas e filantrópicas. Em um discurso para a Sociedade pela Melhora das Condições das Classes Trabalhadoras, no qual era presidente, ele expressou sua profunda "simpatia e interesse pela classe de nossa comunidade que tem a maior parte do trabalho árduo e o menor número dos prazeres deste mundo". Para ele, também era "dever daqueles que, sob a Divina Providência, desfrutam de posição, riqueza e educação" ajudar os menos afortunados que eles.

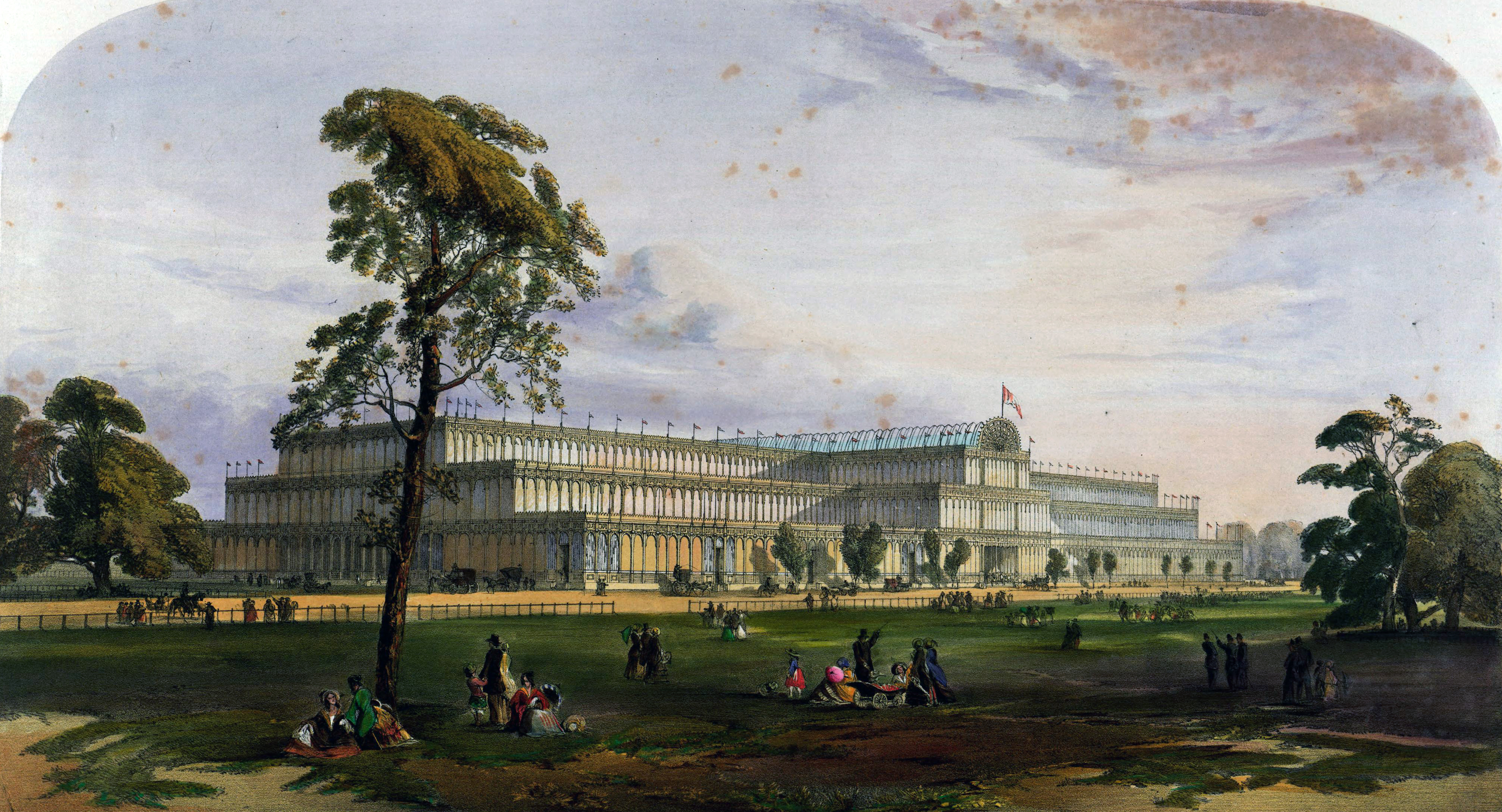
A Grande Exposição, no Palácio de Cristal em Londres

Alberto, um homem de ideias progressivas e relativamente liberais, além de liderar reformas no bem estar, nas finanças reais, escravidão e na educação universitária, tinha um interesse especial em aplicar ciência e arte na indústria manufatureira. A Grande Exposição de 1851 veio das exibições anuais da Real Sociedade das Artes, que ele presidia desde 1843, e seu sucesso muito se deu devido aos seus esforços para promovê-la. O príncipe foi presidente da Comissão Real para a Exposição de 1851 e teve de lutar por todos os estágios do projeto. Na Câmara dos Lordes, Henry Brougham foi veementemente contra realizar a exposição no Hyde Park. Os oponentes afirmaram que malandros e revolucionários estrangeiros iriam invadir a Inglaterra, subverter a moral do povo e destruir sua fé. Alberto achava tudo um absurdo e silenciosamente perseverou, sempre confiando que as manufaturas britânicas se beneficiariam da exposição aos melhores produtos estrangeiros.
A rainha abriu a exposição em 1 de maio de 1851 dentro do Palácio de Cristal, um prédio especialmente projetado e construído todo de vidro. O evento foi um enorme sucesso. O lucro de £180.000 foi empregado para comprar terras em South Kensington e estabelecer instituições educacionais e culturais — incluindo aquilo que viria a ser o Victoria and Albert Museum. Os céticos chamaram a área de "Albertopolis".

## Vida pública e familiar

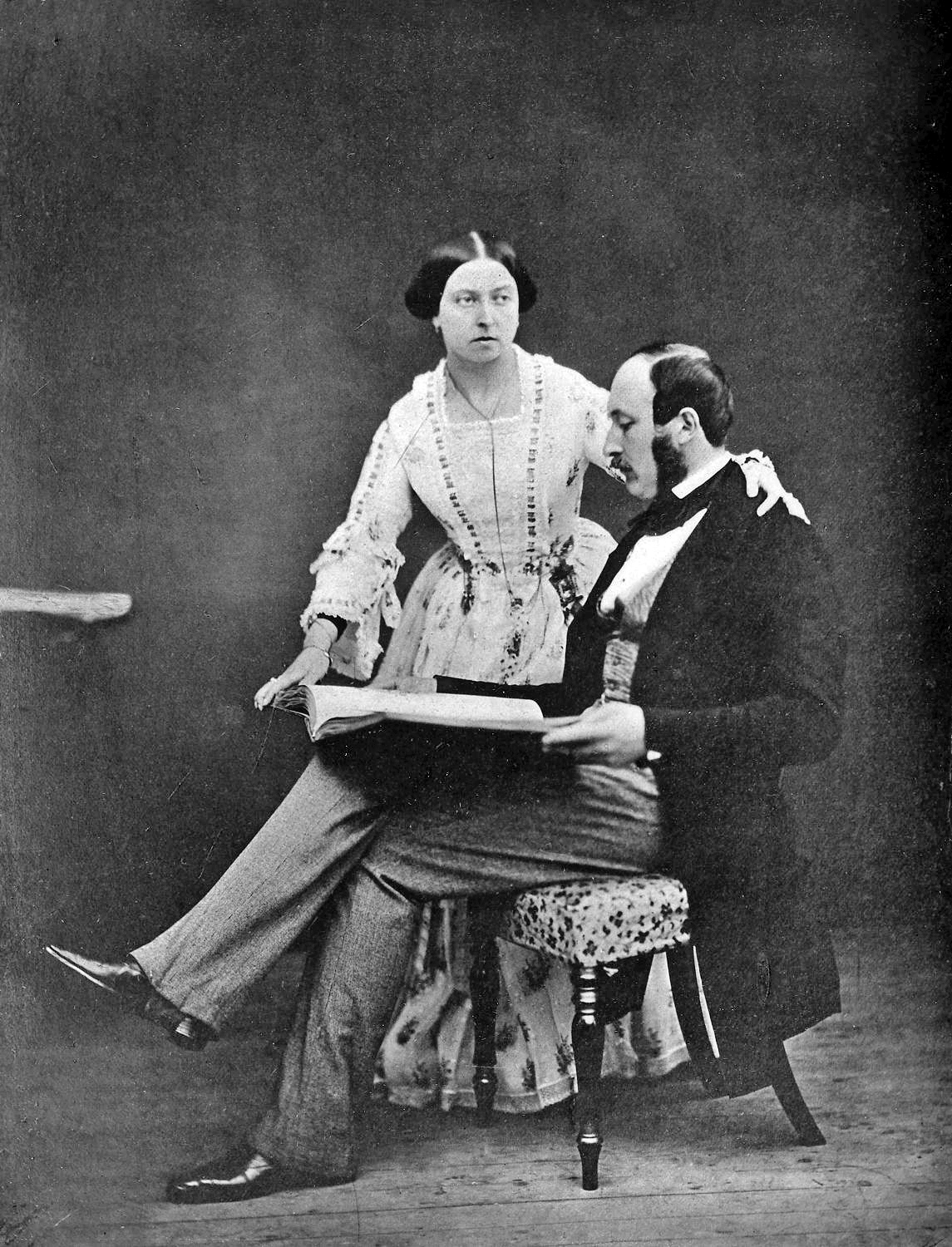
Vitória e Alberto em 1854

Em 1852, Alberto conseguiu comprar Balmoral através de uma oportuna herança de John Camden Neild, e como de costume começou grandes programas de melhoramentos. No mesmo ano, o príncipe foi nomeado para vários cargos que ficaram vacantes após a morte do Duque de Wellington, incluindo a mestria da Casa Trinity e o posto de coronel dos Grenadier Guards. Sem o duque, Alberto conseguiu propor e fazer campanha pela modernização do exército, que estava muito ultrapassado. Ele aconselhou uma solução diplomática para um conflito entre o Império Russo e o Império Otomano por acreditar que os militares não estavam prontos para a guerra, e que um governo cristão era melhor que um islâmico. Palmerston era mais belicoso, sendo a favor de uma política que impediria uma expansão russa. Palmerston saiu do cargo em dezembro de 1853, porém na mesma época uma frota russa atacou uma otomana ancorada em Sinop. A imprensa de Londres chamou o ataque de um massacre, e a popularidade de Palmerston cresceu enquanto a de Alberto diminuiu. Em duas semanas ele foi renomeado ministro. Rumores absurdos começaram a circular enquanto a indignação pública crescia, incluindo um que falava que o príncipe havia sido preso por traição. Em março de 1854, o Reino Unido e a Rússia envolveram-se na Guerra da Crimeia. Alberto elaborou um plano para vencer a guerra, cercando Sebastopol a fim de fragilizar a Rússia economicamente, que se tornou a estratégia aliada quando o czar decidiu lutar puramente de forma defensiva. O inicial otimismo britânico logo esvaneceu quando foi relatado que as tropas estavam mal equipadas e foram mal organizadas por generais velhos e com táticas antigas. O conflito se estendeu já que os russos estavam tão mal equipados quanto seus oponentes. George Hamilton-Gordon, 4.º Conde de Aberdeen, o primeiro-ministro, renunciou e Palmerston assumiu o cargo. Um acordo posteriormente encerrou o conflito no Tratado de Paris. Durante a guerra, Alberto arranjou o casamento de sua filha Vitória, então com quatorze anos, com o príncipe Frederico Guilherme da Prússia, apesar de adiar o matrimônio até que a Princesa Real completasse dezessete. Ele esperava que a filha e o genro fossem uma influência liberal na expansão do Estado prussiano.

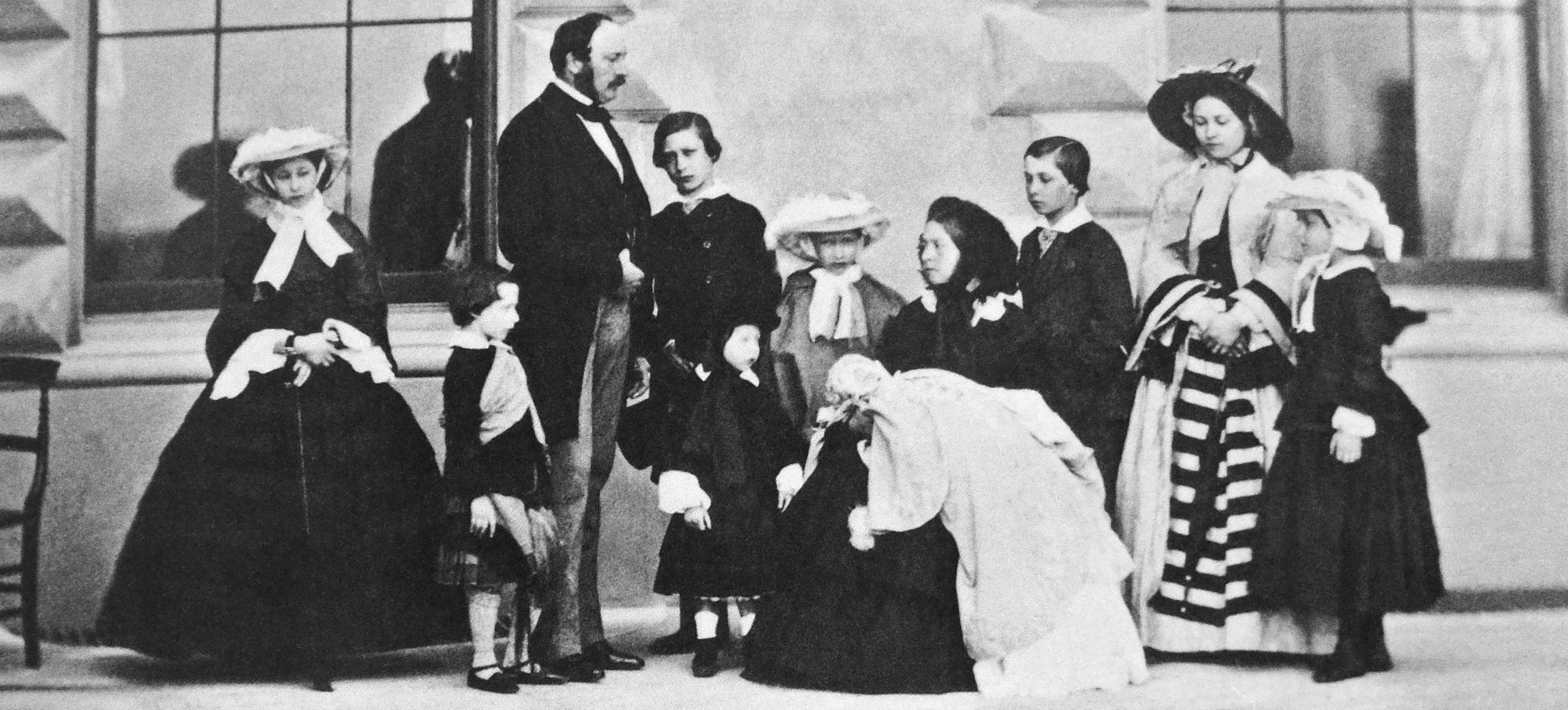
A família real em 1857. Esquerda para a direita: Alice, Artur, o Príncipe Consorte, o Príncipe de Gales, Leopoldo, Luísa, a rainha com Beatriz, Alfredo, a Princesa Real e Helena

Alberto promovia várias instituições educacionais públicas. Ele falava da necessidade de uma melhor educação principalmente em reuniões associadas. Uma coleção de seus discursos foi publicada em 1857. Ele era reconhecido por ser um apoiador da educação e do progresso tecnológico; era chamado para falar em encontros científicos, como seu memorável discurso na posição de presidente da Associação Britânica para o Avanço da Ciência em Aberdeen no ano de 1859. O apoio que dava à ciência gerou oposição na Igreja. Sua proposta para transformar Charles Darwin em cavaleiro após a publicação de A Origem das Espécies foi negada.
Alberto continuou a se dedicar à educação da família e administração da criadagem. Lady Lyttelton, governanta das crianças, o achava gentil e paciente e falou que ele se juntava com entusiasmo aos jogos da família. Ele sentiu a partida da filha mais velha para a Prússia quando ela se casou no início de 1858, e ficou desapontado quando o Príncipe de Gales não respondeu bem ao intenso programa educacional que Alberto tinha criado para ele. Aos sete anos, esperava-se que o Príncipe de Gales estudasse por seis horas, incluindo uma hora de alemão e uma hora de francês diariamente. O príncipe consorte o açoitou quando ele falhou nas aulas. Punições corporais eram comuns na época e não eram consideradas muito severas. Roger Fulford, biógrafo de Alberto, escreveu que as relações dentro da família eram "amistosas, afetuosas e normais... não há evidências nos arquivos reais ou em outras autoridades escritas que justificam a crença que a relação do príncipe e seu filho mais velho não era profundamente carinhosa". Philip Magnus escreveu que Alberto "tentou tratar seus filhos como iguais; e eles foram capazes de penetrar na sua rigidez e reserva pois perceberam instintivamente que ele os amava, gostava e precisava de suas companhias".

## Doença e morte

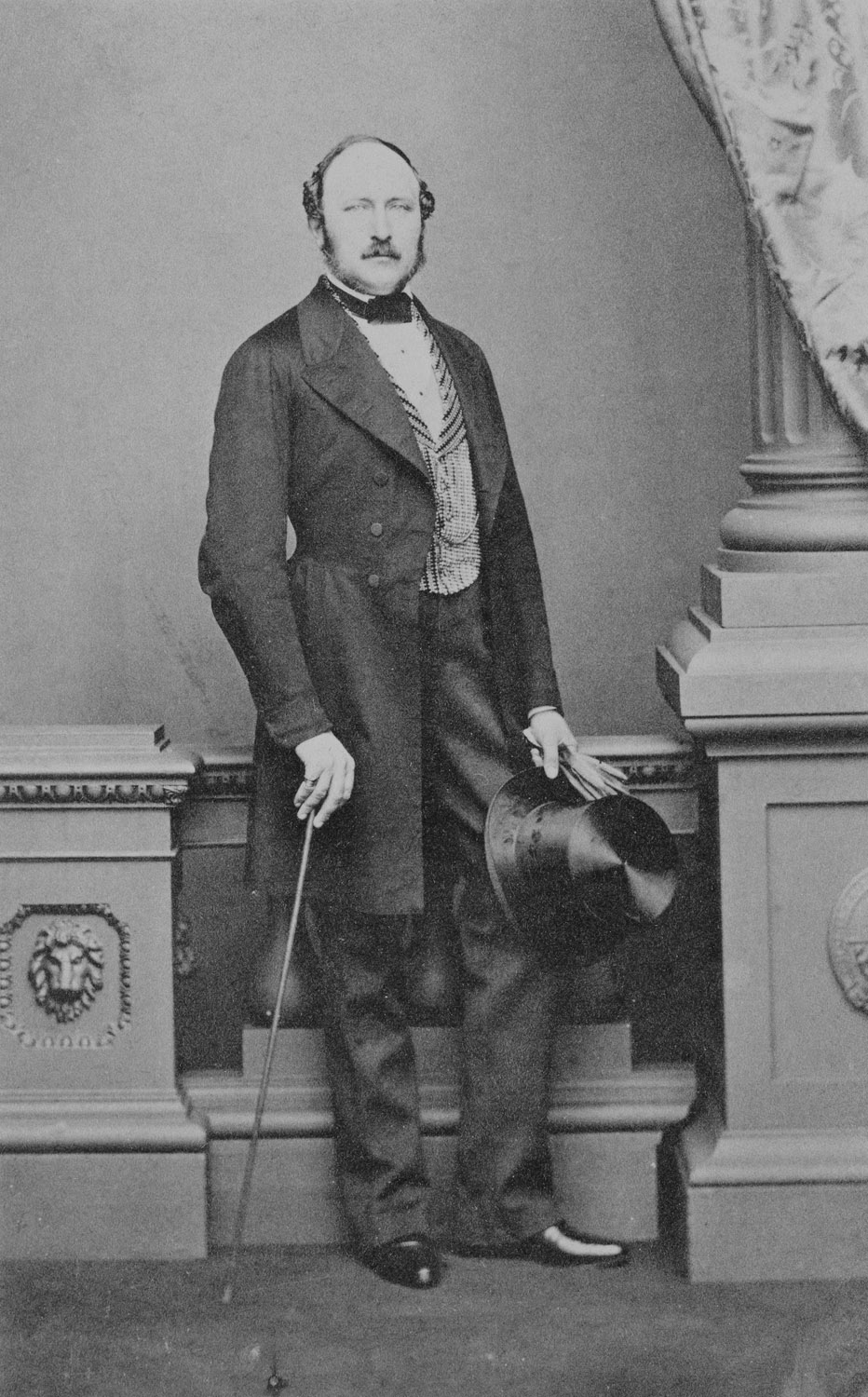
Alberto em 1861

Alberto teve sérias dores de estômago em agosto de 1859. Durante uma viagem a Coburgo em 1860, ele estava andando de carruagem sozinho quando seus quatro cavalos se assustaram. Eles galoparam em direção de uma carroça parada em frente a trilhos de trem e o príncipe saltou para se salvar. Um dos cavalos morreu na colisão e Alberto ficou muito abalado, apesar de seus machucados terem sido apenas cortes e arranhões. Ele contou ao seu irmão e a sua filha mais velha que sentia que seu fim estava próximo.
A Duquesa de Kent, mãe de Vitória e tia de Alberto, morreu em 1861 e a rainha ficou muito aflita; o príncipe assumiu várias funções da esposa, apesar dele mesmo estar doente com problemas crônicos no estômago. O último evento público que ele presidiu foi a abertura dos Reais Jardins Horticulturais em 5 de junho de 1861. Em agosto, Vitória e Alberto visitaram o Curragh Camp, Irlanda, onde o Príncipe de Gales servia o exército. Lá, o Príncipe de Gales foi apresentado por outros oficiais a Nellie Clifden, uma atriz irlandesa.
Em novembro, Vitória e Alberto voltaram para Windsor e o Príncipe de Gales foi para Cambridge, onde estudava. Dois primos de Alberto, o rei Pedro V e o príncipe Fernando de Portugal, morreram de febre tifoide. Além disso, Alberto tomou conhecimento de rumores sobre um caso do Príncipe de Gales com Nellie Clifden. O príncipe e a rainha ficaram horrorizados pela indiscrição do filho e passaram a temer chantagens, um escândalo ou uma gravidez. Ele viajou para Cambridge em 25 de novembro para falar com o Príncipe de Gales e discutir o caso, mesmo estando doente e fraco. Alberto sofreu de dores nas costas e pernas durante suas últimas semanas.
Quando a Questão Trent — a remoção forçada de enviados confederados de um navio britânico por forças da União durante a Guerra de Secessão — ameaçou uma guerra entre o Reino Unido e os Estados Unidos, Alberto estava muito doente, mas mesmo assim interveio para suavizar a resposta diplomática britânica. Em 9 de dezembro, William Jenner, um dos médicos do príncipe, o diagnosticou com febre tifoide. Alberto morreu às 22h50min do dia 14 de dezembro de 1861 aos 42 anos de idade no Quarto Azul do Castelo de Windsor; ao seu lado estavam a rainha e cinco de seus nove filhos (Alberto Eduardo, Artur, Alice, Helena e Luísa). Sua filha mais velha e preferida Vitória estava na Prússia, seu filho Alfredo estava cumprindo o seu serviço na marinha britânica, seu filho mais novo Leopoldo estava se tratando da sua hemofilia na França e a sua filha mais nova Beatriz que na época tinha quatro anos de idade foi proibida de entrar no quarto pela rainha. O diagnóstico na época foi febre tifoide, porém escritores modernos salientam que Alberto já estava doente dois anos antes de morrer, o que pode indicar uma doença crônica como Doença de Crohn, insuficiência renal ou câncer como a causa da morte.

## Legado

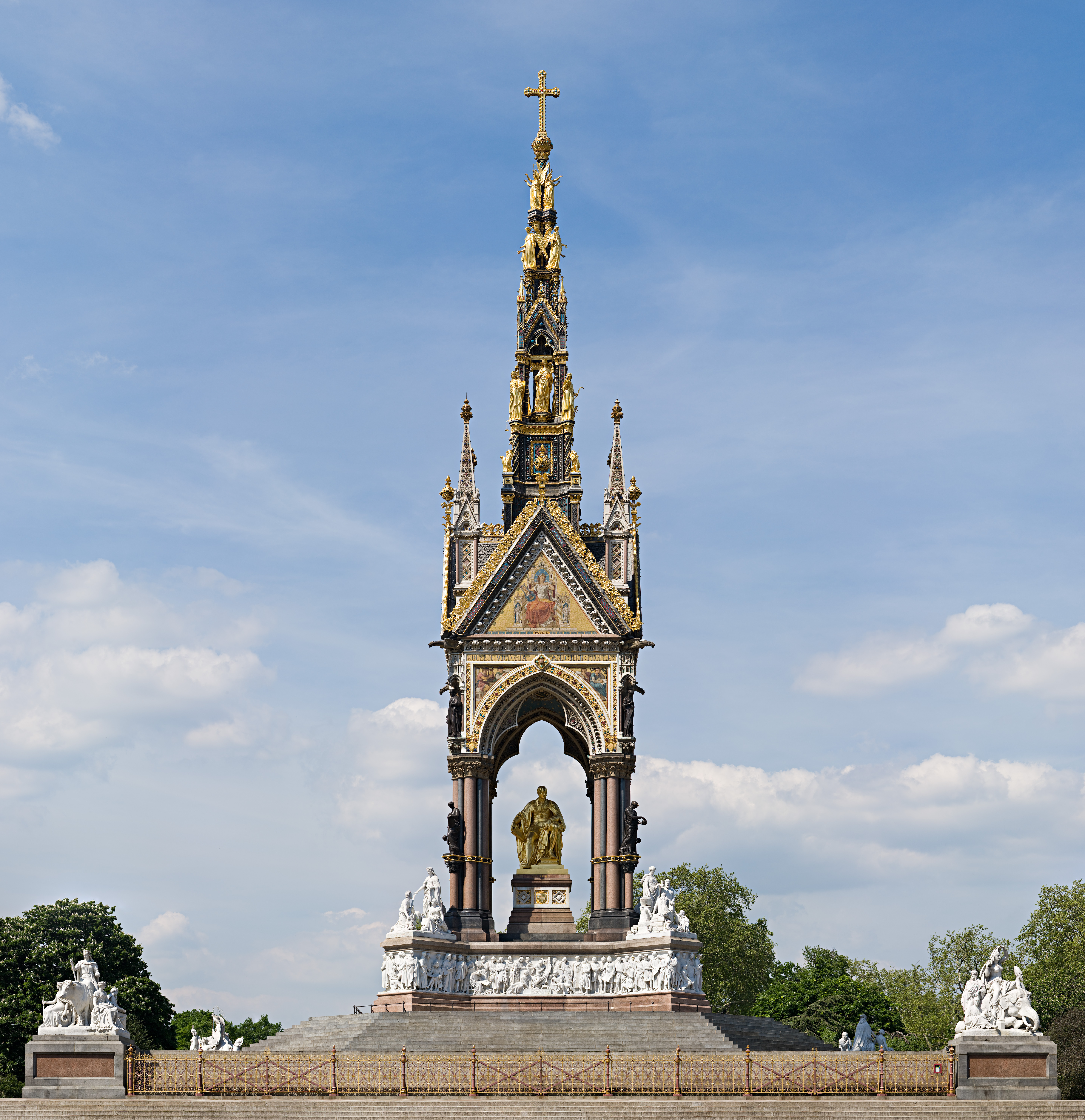
Albert Memorial, Londres

A dor de Vitória foi enorme e os sentimentos tépidos que o público anteriormente havia sentido por Alberto foram substituídos por simpatia. A rainha usou preto em luto pelo resto de sua vida, e os quartos de Alberto em todas as suas casas foram mantidos do jeito que estavam, até mesmo com água quente sendo trazida de manhã e toalhas de linho sendo substituídas diariamente. Tais práticas não eram incomuns nas casas dos ricos. Vitória retirou-se da vida pública e sua reclusão corroeu alguns dos trabalhos do príncipe na sua tentativa de remodelar a monarquia como uma instituição nacional que estabelece exemplos morais e políticos. Alberto é creditado por apresentar o princípio de que a família real britânica deve permanecer acima da política. Vitória apoiava os whigs antes de se casar; por exemplo, no início de seu reinado ela conseguiu frustrar a formação de um governo tory por sir Robert Peel ao se recusar a aceitar as substituições que Peel queria fazer em suas damas-de-companhia.
O corpo de Alberto foi temporariamente enterrado na Capela de São Jorge, Castelo de Windsor, até um ano depois da sua morte, quando foi transferido para o Mausoléu Real em Frogmore, que foi completado apenas em 1871.
O sarcófago em que ele e posteriormente a rainha foram enterrados foi esculpido em um grande bloco de granito. Apesar dele ter pedido que nenhuma efígie sua fosse erguida, vários monumentos públicos foram construídos por todo o país e no Império Britânico. Os mais famosos são o Royal Albert Hall e o Albert Memorial em Londres. A abundância de memoriais a Alberto foi tão grande que Charles Dickens uma vez disse que procurava uma "caverna inacessível" para fugir deles.

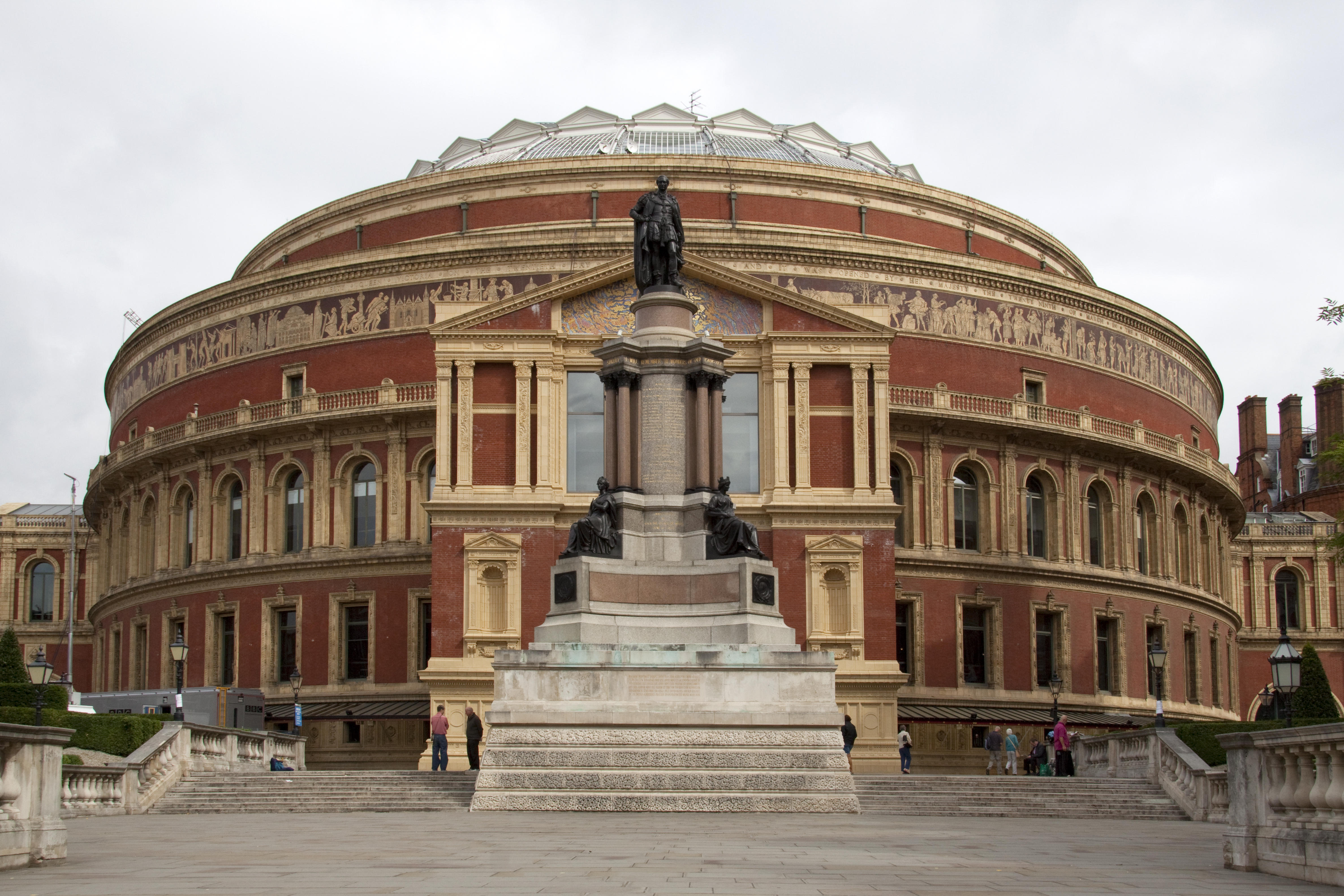
Royal Albert Hall, Londres

Todos os tipos de objetos foram nomeados em homenagem ao príncipe, como o lago Alberto na África, a cidade de Prince Albert no Canadá e a Medalha Alberto entregue pela Real Sociedade de Artes. Quatro regimentos do exército britânico foram nomeados em sua homenagem: os 11º Hussars do Príncipe Aberto, a Infantaria da Luz do Príncipe Alberto, o Próprio Regimento de Cavalaria Camponesa do Príncipe Alberto e a Brigada de Rifles do Príncipe Consorte. Ele e Vitória mostraram grande interesse na década de 1850 em estabelecer e desenvolver Aldershot, Hampshire, como uma cidade de guarnição. Eles construíram um pavilhão real de madeira onde frequentemente ficavam para inspecionar o exército. Alberto estabeleceu e dotou a Biblioteca do Príncipe Consorte em Aldershot.
Biografias publicadas após sua morte tipicamente eram ricos em elogios. O magnum opus de cinco volumes escrito por Theodore Martin foi autorizado e supervisionado pela rainha, e sua influência aparece em suas páginas. Mesmo assim, é um relato preciso e extenso. Queen Victoria de Lytton Strachey foi mais crítico, porém foi desacreditado em parte por biografias da metade do século XX por Hector Bolitho e Roger Fulford, que (ao contrário de Strachey) tinham acesso às cartas e diários de Vitória. Vários mitos sobre Alberto — como a afirmação que ele trouxe as árvores de natal para o Reino Unido — foram desmentidas por historiadores. Biógrafos recentes, como Stanley Weintraub, mostram Alberto como uma figura em um romance trágico, que morreu jovem e foi chorado por sua amada durante uma vida inteira. O filme The Young Victoria de 2009, em que Alberto é interpretado por Rupert Friend, o transforma num personagem heroico; na representação do ataque de 1840, ele é atingido por uma bala — algo que não aconteceu.

## Títulos, estilos, honras e brasão

### Títulos e estilos
- 26 de agosto de 1819 – 12 de novembro de 1826: Sua Alteza Sereníssima, o príncipe Alberto de Saxe-Coburgo-Saalfeld, Duque da Saxônia
- 12 de novembro de 1826 – 6 de fevereiro de 1840: Sua Alteza Sereníssima, o príncipe Alberto de Saxe-Coburgo-Gota, Duque da Saxônia
- 6 de fevereiro de 1840 – 25 de junho de 1857: Sua Alteza Real, o príncipe Alberto de Saxe-Coburgo-Gota, Duque da Saxônia[23]
- 25 de junho de 1857 – 14 de dezembro de 1861: Sua Alteza Real, o Príncipe Consorte[29]

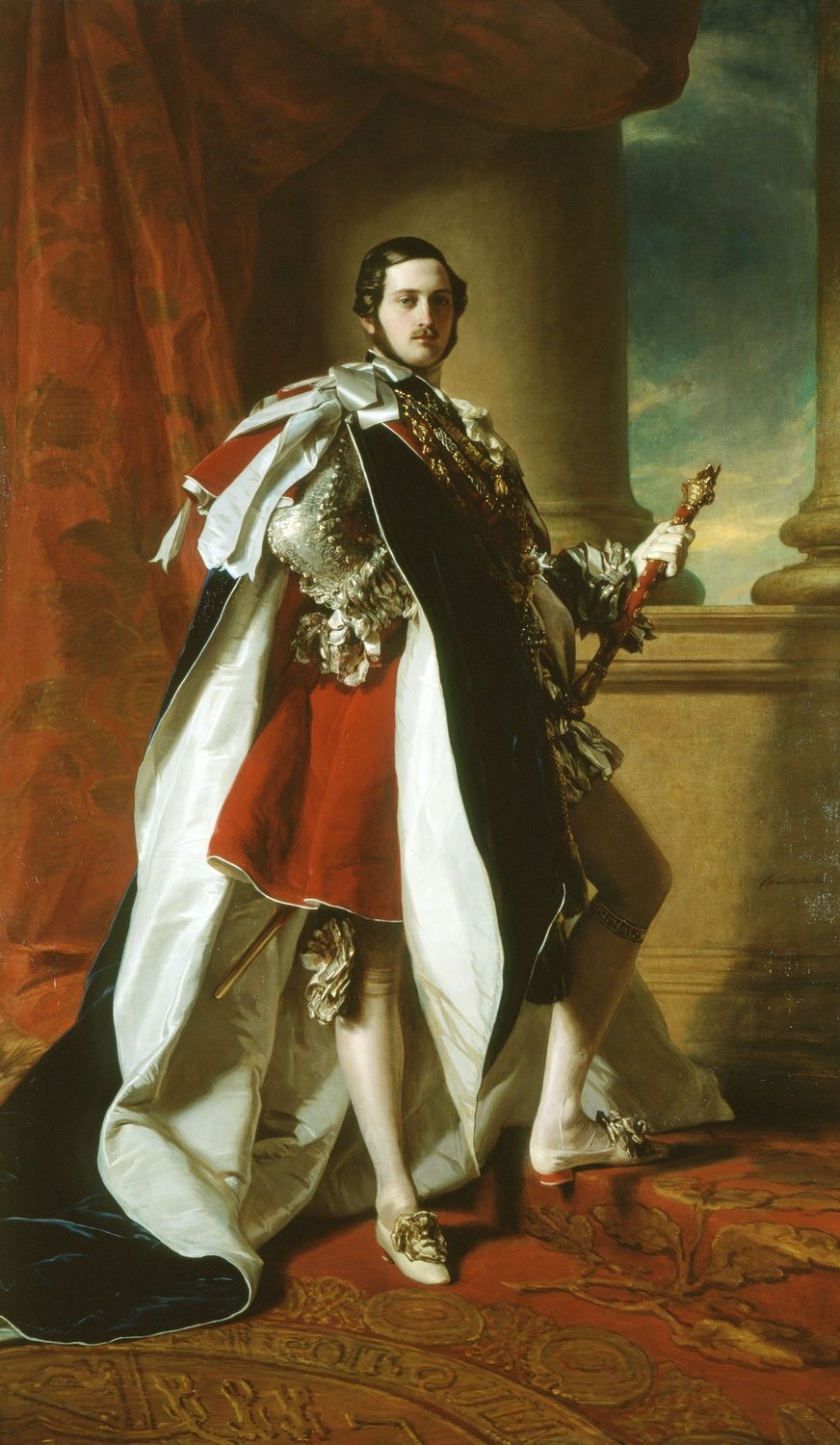
Alberto com as vestes de Cavaleiro da Jarreteira, em 1843, por Franz Xaver Winterhalter, na Royal Collection

### Honras
Império Britânico
- KG: Cavaleiro da Ordem da Jarreteira[120]
- KT: Cavaleiro da Ordem do Cardo-Selvagem[121]
- KP: Cavaleiro da Ordem de São Patrício[121]
- GMB: Grão-Mestre da Ordem do Banho[121]
- KSI: Cavaleiro Companheiro da Ordem da Estrela da Índia[121]
- GCMG: Cavaleiro da Grande Cruz da Ordem de São Miguel e São Jorge[121]

Estrangeiras
- Cavaleiro da Ordem do Tosão de Ouro (Espanha)

### Brasão
Ao se casar com a rainha Vitória em 1840, o príncipe Alberto recebeu seu próprio brasão, que era o brasão real de armas do Reino Unido diferenciado por um lambel de três pés com uma cruz vermelha no centro, em quartel com o brasão da saxônia. O brasonamento é: esquartelado, 1º e 4º, as armas reais, com uma lambel argente de três pés com uma cruz central goles; 2º e 3º, barry de dez em or e sable, uma coroa de lamento vert em banda. O peculiar brasão do príncipe foi um "exemplo singular do esquartelamento diferenciado de brasões, [que] não está de acordo com as regras da heráldica, e é em si uma contradição heráldica". Antes do casamento, ele usava o brasão do pai sem diferenciação.
Em sua placa de posto de Cavaleiro da Jarreteira, seu brasão recebe uma coroa real e mostra os seis timbres da Casa de Saxe-Coburgo-Gota; da esquerda para a direita, 1: "Uma cabeça de touro goles armada e anelada em argente, coroada em or, o anel chequy goles e argente" por Mark. 2: "Saindo de uma coroa or, dos chifres de búfalo argentes, cinco ramos com três folhas vert cada presos na borda externa" por Turíngia. 3: "Saindo de uma coroa or, um chapéu piramidal com as armas da saxônia com plumas de pavão, saindo de uma coroa também or" pela Saxônia. 4: "Um homem de barba em perfil com vestes em pala argente e goles, a ponta do chapéu similarmente em pala terminando com três plumas de pavão" por Meißen. 5: "um grifo or, asas sable, com colarinho e bico goles" por Jülich. 6: "Saindo de uma coroa or, um penacho de plumas de pavão" por Berg.
Os suportes eram o leão coroado da Inglaterra e o unicórnio da Escócia (como nas armas reais), com os lambels do brasão apoiados nos ombros. O lema pessoal de Alberto é o alemão Treu und Fest ("Leal e Firme").
Todos os seus filhos e os descendentes na linhagem masculina tinham o direito de portar o escudo interior das armas da Saxônia no centro de seus respectivos brasões. Isso foi colocado como um item de pretensão [que] não parece estar de acordo com o espírito e os usos práticos da verdadeira heráldica histórica".
| Brasão de armas de Alberto |

## Descendência

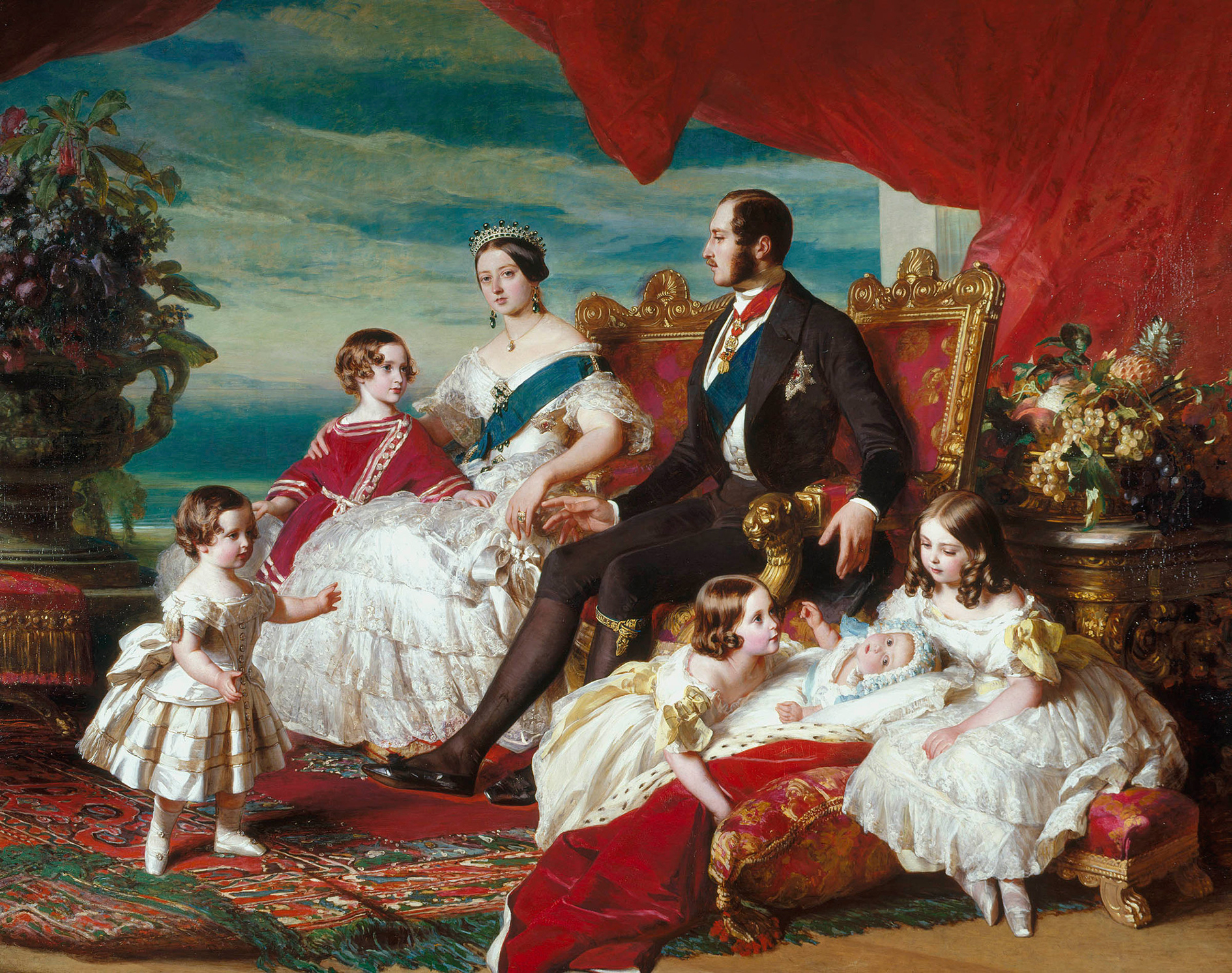
A família de Vitória e Alberto em 1846 por Franz Xaver Winterhalter. Da esquerda para a direita: o príncipe Alfredo e o Príncipe de Gales; a rainha Vitória e o príncipe Alberto; as princesas Alice, Helena e a Princesa Real

|  | Nome                                   | Nascimento             | Morte                  | Consorte (datas de nascimento e morte) filhos |
|  | Vitória, Princesa Real                 | 21 de novembro de 1840 | 5 de agosto de 1901    | Casada em 25 de janeiro de 1858, Frederico III da Alemanha, com descendência (Guilherme II da Alemanha, Carlota, Henrique, Segismundo, Vitória, Waldemar, Sofia e Margarida) |
|  | Eduardo VII                            | 9 de novembro de 1841  | 6 de maio de 1910      | Casado em 10 de março de 1863, Alexandra da Dinamarca; com descendência (Alberto Vitor, Jorge V, Luísa, Vitória Alexandra, Maud e Alexandre João)                            |
|  | Alice do Reino Unido                   | 25 de abril de 1843    | 14 de dezembro de 1878 | Casada em 1º de julho de 1862, Luís IV, Grão-Duque de Hesse e Reno; com descendência (Vitória, Isabel, Irene, Ernesto Luís, Frederico, Alice e Maria)                        |
|  | Alfredo, Duque de Saxe-Coburgo-Gota    | 6 de agosto de 1844    | 31 de julho de 1900    | Casado em 23 de janeiro de 1874, Maria Alexandrovna da Rússia; com descendência (Alfredo, Maria, Vitória Melita, Alexandra e Beatriz)                                        |
|  | Helena do Reino Unido                  | 25 de maio de 1846     | 9 de junho de 1923     | Casada em 5 de julho de 1866, Cristiano de Eslésvico-Holsácia; com descendência (Cristiano Vitor, Alberto, Helena Vitória, Maria Luísa e Haroldo)                            |
|  | Luísa do Reino Unido                   | 18 de março de 1848    | 3 de dezembro de 1939  | Casada em 21 de março de 1871, John Campbell, 9.º Duque de Argyll; sem descendência                                                                                          |
|  | Artur, Duque de Connaught e Strathearn | 1 de maio de 1850      | 16 de janeiro de 1942  | Casado em 13 de março de 1879, Luísa Margarida da Prússia (1860–1917); com descendência (Margarida, Artur e Patrícia).                                                       |
|  | Leopoldo, Duque de Albany              | 7 de abril de 1853     | 28 de março 1884       | Casado em 27 de abril de 1882, Helena de Waldeck-Pyrmont; com descendência (Alice e Carlos Eduardo).                                                                         |
|  | Beatriz do Reino Unido                 | 14 de abril de 1857    | 26 de outubro de 1944  | Casada em 23 de julho de 1885, Henrique de Battenberg; com descendência (Alexandre, Vitória Eugênia, Leopoldo e Maurício).                                                   |